# Beata Kowalczyk
Beata Kowalczyk (ur. 29 grudnia 1978 w Nowym Sączu) – polska piłkarka ręczna, bramkarka. Reprezentantka Polski.
W maju 2009 wystąpiła w meczu gwiazd Ekstraklasy, w którym rzuciła jednego gola. W sezonie 2010/2011, gdy była zawodniczką Piotrcovii Piotrków Trybunalski, portal Sportowe Fakty wybrał ją najlepszą bramkarką Superligi. W sezonie 2010/2011 została również uznana najlepszą bramkarką Final Four Pucharu Polski. 
W barwach reprezentacji Polski występowała m.in. w meczach eliminacyjnych do mistrzostw Europy (2008, 2010) i świata (2009, 2011).
Po brązowy medal mistrzostw Polski sięgnęła  w barwach MKS-u Jelenia Góra (2004/2005)
Z Piotrcovią Piotrków Trybunalski sięgnęła po dwa wicemistrzostwa Polski (2002/03 i 2006/07) oraz jeden brązowy medal (2008/09). Następnie z GTPR-em Gdynia i AZS-em Koszalin dołożyła kolejne trzy brązowe krążki (2013/14 oraz 2017/18 i 2018/19), a swój dorobek medalowy podwoiła w Kobierzycach, gdzie sięgnęła po dwa wicemistrzostwa Polski (2020/21 i 2023/24) oraz cztery brązowe medale (2019/20, 2021/22, 2022/23 i 2024/25). W swojej kolekcji ma również dwa puchary Polski - jeden zdobyty z Vistalem Gdynia w 2014 roku i ten z Kobierkami osiem lat później. 
Bramki KPR-u Gminy Kobierzyce strzeże od 2019 roku i wielokrotnie przechylała szalę zwycięstwa na stronę Kobierek - m.in. w finale krajowego pucharu 2022, kiedy to została MVP meczu przeciwko KGHM MKS Zagłębiu Lubin, a KPR sięgnął po pierwszy, historyczny Puchar Polski.
Z KPR Kobierzyce wystąpiła również w rozgrywkach europejskich - w EHF Euorpean Cup w sezonie 2022/23 oraz EHF European League w kończącej się kampani. Jej doświadczenie na arenie międzynarodowej jest jednak dużo większe - na swoim koncie ma także m.in. występy w Lidze Mistrzyń w szeregach Vistalu Łączpolu Gdynia. Jest również byłą reprezentantką Polski. 
Beata Kowalczyk w barwach KPR-u Gminy Kobierzyce 24 maja 2025 roku rozegrała swój  ostatni mecz w karierze z Energę Start Elbląg, ORLEN Superligi Kobiet.